# Scorpa

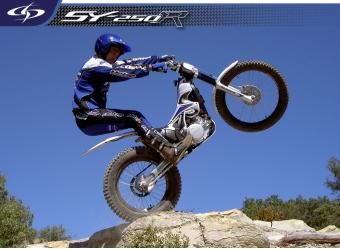
Scorpa Sy 250 R1

Scorpa is een Frans merk van motorfietsen, gevestigd in Saint Martin de Valgalgues. Sinds 1993 produceert Scorpa uitsluitend trial-machines. Deze waren aanvankelijk voorzien van Rotax-blokken, maar sinds 1999 levert Yamaha de motorblokken.